# Philadelphia (Tennessee)
Philadelphia – miasto w Stanach Zjednoczonych, w stanie Tennessee, w hrabstwie Loudon. W 2010 roku miasto zamieszkiwało 656 mieszkańców. 

## Historia
Miasto zostało założone na początku lat dwudziestych XIX wieku przez Williama Knoxa i Jacoba Pearsona. Philadelphia początkowo szybko się rozwijała i prosperowała jako centrum biznesowe w Sweetwater Valley. W połowie XIX wieku w miejscowości znajdowały się dwa sklepy wielobranżowe, gorzelnia i hotel.
20 października 1863 roku, podczas Wojny Secesyjnej, dwa pułki kawalerii Konfederacji zaatakowały i rozgromiły brygadę Unii w Filadelfii podczas wykonywania manewrów po bitwie nad Chickamaugą. Konfederaci schwytali 700 żołnierzy, 6 dział i 50 wozów zaopatrzeniowych.
20 października 2001 roku odbyła się rekonstrukcja wydarzeń z 1863 roku.